# Perizoma albidivisa
Perizoma albidivisa là một loài bướm đêm trong họ Geometridae.